# Tetramesa punctata
Tetramesa punctata is een vliesvleugelig insect uit de familie Eurytomidae. De wetenschappelijke naam is voor het eerst geldig gepubliceerd in 1965 door Zerova.